# Mirosław P. Jabłoński
Mirosław P. Jabłoński, właśc. Mirosław Piotr Jabłoński (ur. 26 maja 1955 w Zakopanem) – polski pisarz science fiction, tłumacz, scenarzysta filmowy, dziennikarz i podróżnik.

## Życiorys
W 1981 ukończył studia na Wydziale Mechanicznym Politechniki Krakowskiej. Absolwent zaocznego Studium Scenariuszowego przy PWSFTiTV w Łodzi.
Laureat twórczego Stypendium Miasta Krakowa w 1988 roku.
Jego debiutem w literaturze fantastycznonaukowej było opowiadanie Drzewo genealogiczne zamieszczone na łamach „Nurtu” (1978, nr 1). Drukował również w „Gazecie Krakowskiej”, „Problemach”, „Piśmie Literacko-Artystycznym”, „Fantastyce” i „Nowej Fantastyce” oraz „Fenixie”. Debiutem książkowym Jabłońskiego była powieść Kryptonim 'Psima' (Iskry 1982) należąca do nurtu klasycznej fantastyki. Scenariusz filmu Piotra Szulkina Ga, ga. Chwała bohaterom zainspirowany był częściowo tą właśnie powieścią oraz filmem Twaróg Pier Paola Pasoliniego. Jako dziennikarz pracował i współpracował z krakowską „Gazetą Towarzyską”, „Czasem Krakowskim”, „Gazetą Krakowską” oraz „Gazetą Wyborczą”, a obecnie głównie z nowojorskim „Nowym Dziennikiem”, w którym publikował reportaże z podróży. Członek krakowskiego oddziału Stowarzyszenia Pisarzy Polskich.
W październiku 2015 roku uhonorowany Ławką na Plantach w ramach projektu Kody Miasta - Kraków Miasto Literatury UNESCO.

## Publikacje

### Powieści
- Kryptonim 'Psima' – Iskry, Warszawa 1982; wyd. II Wydawnictwo Solaris, Olsztyn 2018
- Nieśmiertelny z Oxa – Glob, Szczecin 1987; wyd. II Wydawnictwo Solaris, Olsztyn 2018
- Schron – Glob, Szczecin 1987; wyd II Wydawnictwo Solaris, Olsztyn 2018
- Trzy dni Tygrysa – Iskry, Warszawa 1987
- Dubler – Białowieża, Białystok 1991
- Duch czasu, czyli: a w Pińczowie dnieje... – Białowieża, Białystok 1991; wyd. II Wydawnictwo Solaris, Olsztyn 2000; wyd. III Wydawnictwo Solaris 2013
- Elektryczne banany, czyli ostatni kontrakt Judasza – S.R., Warszawa 1996; wyd. II Wydawnictwo Solaris, Olsztyn 2013
- Tajemnica czwartego apokryfu – SuperNOWA, Warszawa 2003 (współautor Andrzej Mol)
- Duch Czasu 2, czyli Wielka Krucjata Antymatriarchalna – Wydawnictwo Solaris 2013
- Wyspa Tegmarka – Wydawnictwo Stalker Books, Olsztyn 2020
- Nieprawość (e-book) – Saga EGMONT 2023

### Zbiory opowiadań
- Posłaniec – Nasza Księgarnia, Warszawa 1986 (wspólnie z Andrzejem Drzewińskim)
- Czas wodnika – Iskry, Warszawa 1990
- Sierpem i młotem – Wydawnictwo Solaris 2014
- Cienie i inne opowiadania (e-book) – Saga EGMONT, 2022

### Opowiadania
- Drzewo genealogiczne (Nurt 1/1978; Gazeta Krakowska 07.12.1984; zbiór opowiadań Czas wodnika, Iskry, Warszawa 1990)
- Naumachia (Problemy 6/79; Gazeta Krakowska 28.12.1984; zbiór opowiadań Czas wodnika, Iskry, Warszawa 1990)
- Pan Jardin (Pismo Literacko-Artystyczne, 9/1988)
- Rybak (Pismo Literacko-Artystyczne 12/84; zbiór opowiadań Posłaniec, Nasza Księgarnia, Warszawa 1986)
- Wyliczanka (Fantastyka 7/1985; zbiór opowiadań Czas wodnika, Iskry, Warszawa 1990)
- Wyprawa (zbiór opowiadań Posłaniec, Nasza Księgarnia, Warszawa 1986; Gazeta Krakowska 14.03.1986)
- Sklep z płytami (Gazeta Krakowska 25.07.1986; zbiór opowiadań Czas wodnika, Iskry, Warszawa 1990)
- Sexbomba (Przegląd Techniczny 8-12/ 1986; zbiór opowiadań Czas wodnika, Iskry, Warszawa 1990)
- Czas wodnika (Fantastyka 5/1987; zbiór opowiadań Czas wodnika, Iskry, Warszawa 1990)
- Termitiera/Termit (Młody Technik 7-8/1987; Gazeta Krakowska; zbiór opowiadań Czas wodnika, Iskry, Warszawa 1990)
- Spowiedź Mistrza Mąk Piekielnych (Fantastyka 2/1989)
- Dzień Procreatora (zbiór opowiadań Czas wodnika, Iskry, Warszawa 1990)
- Zabić Mr Immortala (zbiór opowiadań Czas wodnika, Iskry, Warszawa 1990)
- Mańkut (zbiór opowiadań Czas wodnika, Iskry, Warszawa 1990)
- Duch czasu (antologia Wizje alternatywne, Arax, Białystok 1990) – fragment powieści Duch czasu, czyli a w Pińczowie dnieje...)
- Raj ateistów (Informator Euroconu 1991 – Dodatek literacko-krytyczny, Kraków 1991) – fragment powieści Duch czasu, czyli a w Pińczowie dnieje...
- Miasto obywateli (Languages Bridges 1991-93) drukowane w 2 wersjach językowych (polskiej i angielskiej) w kwartalniku polonijnym w Teksasie))
- Spotkanie na końcu drogi (antologia Czarna Msza, D.W. Rebis, Poznań 1992)
- Elektryczne banany (antologia Wizje alternatywne 2, Zysk i S-ka, Poznań 1996) – fragment powieści Elektryczne banany, czyli ostatni kontrakt Judasza)
- Prawdziwa historia Orsona Wellesa (Fenix 2/1996; zb. Polska ruleta wyd. Laser, Plzen 2003)
- Sierpem i młotem (Nowa Fantastyka 5/1996)
- Powołanie Mariana Józefczaka (Fenix 9/1996 (56))
- Tuamotu (Fenix 9/1997 (68))
- W piątek, trzynastego (Informator Polconu 1998, Białystok)
- Droga do Saliny (antologia Wizje alternatywne 3, Wydawnictwo Solaris, Olsztyn 2001, Wizje alternatywne, ed. limitowana, wyd. Stalker, Olsztyn 2019)
- Chłopiec w jeziorze (Nowa Fantastyka 5/2001 (224))
- Lato ciemnych ptaków (fanzin Widok z Wysokiego Zamku nr 2/3 (71/72) 2016)
- Jestem Aileen (antologia Przedmurze, Wydawnictwo Solaris, Olsztyn 2016)
- Cienie (Nowa Fantastyka 6/2019 (441))
- Para Bellum, czyli ostatni zajazd na Marsie, poematum tragiko(s)miczne w XII-stu xsięgach wierszem (niekiedy białym bądź biało-czerwonym) (Antologia polskiej fantastyki Mars) (Stalker Books, Olsztyn 2021; zb. opow. Cienie i inne opowiadania, (ebook) Saga Egmont 2022)
- Praska wiosna (antologia Rubieże fantazji. Pierwszy festiwal sztuk, Wydawnictwo Bibliotekarium, Bydgoszcz 2023)

### Teksty Jabłońskiego tłumaczone na inne języki
- Az örjárat (Wyliczanka) Galaktika 12/1987, Budapeszt
- Citizen's Town (Miasto obywateli), Language Bridges 1991-93, Teksas
- A Pokolbéli Kinok (Spowiedź Mistrza Mąk Piekielnych), Galaktika 3/1993, Budapeszt
- Der Stammbaum (Drzewo genealogiczne) w zb. Die Pilotin, Wilhelm Heyne Verlag, Monachium 1994
- Prawdivy přiběh Orsona Wellese a světa (Prawdziwa historia Orsona Wellesa i świata) w zb. Polska ruleta wyd. Laser, Plzen 2003
- Исповедь мастера адских мук (Spowiedź Mistrza Mąk Piekielnych), http://www.galactic.name

### Reportaże
- Czego nie wiemy o Mikołajkach? (Gazeta Krakowska) 02.11.1984
- USA – wielka włóczęga (Nowy Dziennik, NY) 2006
- Tajlandia znaczy Wolny Kraj (Nowy Dziennik, NY) cz. I – 17.10.2007, cz. II – 24.10.2007
- Swobodne nurkowanie (Nowy Dziennik, NY) 28.11.2007
- Złoto Neptuna (Dwutygodnik Polonia, CT) 29.02.2008
- Turcja Wschodnia – w tyglu wielkich kultur (Nowy Dziennik, NY) 26.03.2008
- Ziemia Święta (Nowy Dziennik, NY) 16.04.2008
- W krainie greckich bogów (Nowy Dziennik, NY) cz. I – lipiec 2008, cz. II – sierpień 2008
- Afryka piękna i dzika (Nowy Dziennik, NY) cz. I – 29.12.2010, cz. II – 5.01.2011
- Pawłowscy w krainie krokodyli (współaut. Dorota Szuszkiewicz) ("Ale Historia" [w] Gazeta Wyborcza), 27.04.2024

### Tłumaczenia
- Jonathan Carroll Na pastwę aniołów (From the Teeth of Angels), Zysk i S-ka, Poznań 1994, wyd. II D.W. Rebis Poznań
- Jonathan Carroll Upiorna dłoń (The Panic Hand) (opow. 1,2,3,5,6,9,10,11,12,14,15,16,17,18), Zysk i S-ka, Poznań 1995, II wyd. D.W. Rebis Poznań 1998; wyd. III D.W. Rebis, Poznań 2019
- Sophy Burnham Księga aniołów (A Book of Angels) (rozdz. 1-4), Zysk i S-ka, Poznań
- Roger Zelazny, Robert Sheckley Przynieście mi głowę księcia (Bring Me the Head of Prince Charming), Zysk i S-ka, Poznań 1995
- Roger Zelazny, Robert Sheckley Jeśli z Faustem ci się nie uda (If at Faust You Don't Succeed), Zysk i S-ka, Poznań 1995
- Roger Zelazny, Robert Sheckley Farsa, z którą należy się liczyć (A Farse to Be Reckoned With), Zysk i S-ka, Poznań 1996
- Jim Carroll Przetrwać w Nowym Jorku (The Basketball Diaries), Zysk i S-ka, Poznań 1997
- James Lincoln Collier Louis Armstrong (Louis Armstrong), Amber, Warszawa 1997
- Carl Sagan Kontakt (Contact), Zysk i S-ka, Poznań 1997; wyd. II ZYSk i S-ka, Poznań 2023
- Patricia Cornwell Cmentarz bezimiennych (From Potter’s Field), Prószyński i S-ka, Warszawa 1998
- Richard Calder Martwe dziewczyny (Dead Girls), Zysk i S-ka, Poznań 1998
- Evelyn Anthony Dom Vandekara (The House of Vandekar), Prószyński i S-ka, Warszawa 1998
- Jonathan Lethem Amnesia Moon (Amnesia Moon), Zysk i S-ka, Poznań 1998
- Evelyn Anthony Kryjówka (A Place to Hide), Prószyński i S-ka, Warszawa 1999
- Lewis Shiner(inne języki) Mgnienia (Glimpses), Zysk i S-ka, Poznań 1999
- Vincent Bugliosi, Curt Gentry Helter skelter: sprawa Mansona (Helter Skelter), Prószyński i S-ka, Warszawa 1999, wyd. II Szafa, Warszawa 2010, wyd. III Zysk i S-ka, Poznań 2019
- Jonathan Lethem Pistolet z pozytywką (Gun, with Occasional Music), Zysk i S-ka, Poznań
- Jack Dann(inne języki) Katedra pamięci. Nieznana historia Leonarda da Vinci (The Memory Cathedral), Muza, Warszawa 2000
- Tim Powers Ostatnia odzywka (Last Call), Zysk i S-ka, Poznań 2000
- Minette Walters Wędzidło sekutnicy (The Scold's Bridle), D.W. Rebis, Poznań 2001
- Andre Dubus III Dom z piasku i mgły (House od Sand and Fog), Muza, Warszawa 2002
- Michael Dibdin Cosi fan tutti (Cosi fan Tutti), D.W. Rebis, Poznań 2002
- Gordon R. Dickson Młody Bleys (Young Bleys), Wydawnictwo Solaris, Olsztyn 2003
- Gordon R. Dickson Gildia orędowników (The Chantry Guild), Wydawnictwo Solaris, Olsztyn 2003
- Jonathan Lethem Kiedy wspięła się na stół (As She Climbed Across the Table), Zysk i S-ka, Poznań 2003
- John Colapinto Autor kontra autor (About the Author), Muza, Warszawa 2003
- Will Self Wielkie małpy (Great Apes), Zysk i S-ka, Poznań 2003
- Daniel Mason Stroiciel (The Piano Tuner), Muza, Warszawa 2003; wyd. II Świat Książki, Warszawa 2004; wyd. III D,W. Rebis, Poznań 2021
- Tim Powers Sejsmiczna pogoda (Earthquake Weather), Zysk i S-ka, Poznań 2004
- Jules Hardy Pan Kandyd (Mister Candid), Muza, Warszawa 2004
- Nadeem Aslam Bezowocne czuwanie (Vasted Vigil), D.W. Rebis, Poznań 2009
- Salley Vickers Twoje drugie 'ja' (The Other Side of You), D.W. Rebis, Poznań 2009
- Nicolas Drayson Przewodnik po królestwie ptaków Afryki Wschodniej. Powieść (A Guide to the Birds of East Africa), Muza, Warszawa 2009
- Will Ferguson Hiszpańska mucha (Spanish Fly), Muza, Warszawa 2010
- Jaye Wells Rudowłosa (The Red-Headed Stepchild), D.W. Rebis, Poznań 2010
- Jaye Wells Mag w czerni (The Mage in Black), D.W. Rebis, Poznań 2011
- Patrick Rothfuss Strach mędrca. Tom 1 (Day Two: Wise Man’s Fear), D.W. Rebis, Poznań 2011
- Patrick Rothfuss Strach mędrca. Tom 2 (Day Two: Wise Man’s Fear), D.W. Rebis, Poznań 2012
- Jaye Wells Zielonooki demon (Green-Eyed Demon), D.W. Rebis, Poznań 2012
- Jaye Wells Złotousta diablica (Silver-Tongued Devil), D.W. Rebis, Poznań 2012
- Keith Lowe Dziki kontynent (Savage Continent), D.W. Rebis, Poznań 2013
- Jaye Wells Błękitnokrwista wampirzyca (Blue-Blooded Vamp), D.W. Rebis, Poznań 2014
- Philip K. Dick Marsjański poślizg w czasie (Martian Time-Slip), D.W. Rebis, Poznań 2014
- David Weber Wybór wojowniczki (War-Maid's Choice), D.W. Rebis, Poznań 2014
- Patrick Rothfuss Muzyka milczącego świata (The Slow Regard of Silent Things), D.W. Rebis, Poznań 2014
- Emma McLaughlin, Nicola Kraus Prezydencki romans (The First Affair), D.W. Rebis, Poznań 2015
- Linda Nagata Czerwień. Połączona grupa bojowa (The Red. First Light), D.W. Rebis, Poznań 2016
- Gilberto Villahermosa Spadochroniarz Hitlera (Hitler’s Paratrooper: The Life and Battles of Rudolf Witzig), D.W. Rebis, Poznań 2016
- Linda Nagata Ciężkie próby (The Trials), D.W. Rebis, Poznań 2017
- Linda Nagata W stronę mroku (Going Dark), D.W. Rebis, Poznań 2017
- Nancy Kress Próba Ognia (Crucible), D.W. Rebis, Poznań 2017
- Dave Hutchinson Europa o północy (Europe at Midnight), D.W. Rebis, Poznań 2018
- Geraint Jones Krwawy las (The Blood Forest), D.W. Rebis, Poznań 2019
- Dave Hutchinson Europa w zimie (Europe in Winter), D.W. Rebis, Poznań 2019
- Tom Sweterlitsch Świat miniony (The Gone World), D.W. Rebis, Poznań 2019
- Geraint Jones Oblężenie (Siege), D.W. Rebis, Poznań 2019
- Dave Hutchinson Europa o świcie (Europe at Dawn), D.W. Rebis, Poznań 2019
- Sam Sykes Siedem czarnych mieczy (Seven Blades in Black), D.W Rebis, Poznań 2020
- Geraint Jones Legion (Legion), D.W. Rebis, Poznań 2020
- Woody Allen A propos niczego (Apropos of Nothing), D.W. Rebis, Poznań 2020
- Andrew Struthers Święte zioło. Diabelski chwast (The Sacred Herb. The Devil’s Weed), Vis-a-vis/Etiuda, Kraków 2021
- Sam Sykes Dziesięć Żelaznych Strzał (Ten Arrows of Iron), D.W. Rebis, Poznań 2021
- Anne Glenconner Dama dworu. Moje nadzwyczajne życie w cieniu Korony (Lady in Waiting: My Extraordinary Life in the Shadow of the Crown), D.W. Rebis, Poznań 2022
- George Orwell Niech żyje aspidistra (Keep the aspidistra flying), Vis-a-vis/Etiuda, Kraków 2022
- Geraint Jones Zdrajca (Traitor), Rebis, Poznań 2022
- Woody Allen Zero grawitacji (Zero Gravity), REBIS, Poznań 2022
- Irvine Welsh Zbrodnia (Crime), Vis-a-vis/Etiuda, Kraków 2023
- Peter Archer Mitologia Wikingów. Od podróży Leifa Erikssona po czyny Odyna osławiona historia i folklor wikingów (The Book of Viking Myths. From the Voyages of Leif Erikson to the Deeds of Odin, the Storied History and Folklore of the Vikings), Vis-a-vis/Etiuda, Kraków 2023
- Geraint Jones Buntownik (Rebel), REBIS, Poznań 2023
- Patrick Rothfuss Wąska droga między pragnieniami (The Narrow Road Between Desires), REBIS, Poznań 2024
- Dennis Lehane Ostatnia przysługa (Small Mercies), REBIS, Poznań 2024
- Michael Cunningham Dzień (Day), REBIS, Poznań 2024
- Isaac Bashevis Singer Czas wojny. Teksty z lat 1939–1945. Kulturowy krytycyzm jidysz i jidyszkajtu (The War Years. Cultural Criticism on Yiddish and Yiddishkayt, 1939–1945), Vis-a-Vis/Etiuda, Kraków 2024
- Jan Grabowski Wybielanie: Polska wobec zagłady Żydów (Whitewash: Poland and the Jews), współtłumacz Jan Grabowski, Vis-a-Vis/Etiuda, Kraków 2024

### Przekłady opowiadań
- Ray Bradbury Dynks (Doodad), w Czarnoksiężnicy z dziwacznego grodu, Zysk i S-ka, Poznań 1999
- Isaac Asimov Playboy i Śluzowaty Bóg (Playboy and the Slime God) w Czarnoksiężnicy z dziwacznego grodu, Zysk i S-ka, Poznań 1999
- Fredric Brown Pierścień Hansa Carvela (The Ring of Hans Carvel) w Czarnoksiężnicy z dziwacznego grodu, Zysk i S-ka, Poznań 1999
- Jean-Claude Dunyach Rozplatając czas (Unraveling the Thread) w To, co najlepsze w SF, Zysk i S-ka, Poznań 2004
- Andy Duncan(inne języki) Beluthahatchie (Beluthahatchie), Hyperion, maj-czerwiec 1999
- Bruce Holland Rogers(inne języki) Martwy chłopiec u twego okna (The Dead Boy at Your Window), Hyperion, lipiec-sierpień 1999
- Jack Dann Szybujący da Vinci (Da Vinci Rising), SFinks 4/2002
- Fritz Leiber Zdążyć na zeppelina (Catch That Zeppelin!), Nowa Fantastyka, kwiecień 2003, Rakietowe szlaki 5, Wydawnictwo Solaris 2012
- Brandon Sanderson Nowa dusza cesarza (The Emperor's Soul), Kroki w nieznane, Wydawnictwo Solaris 2013
- Brandon Sanderson Pierworodny (Firstborn), Kroki w nieznane, Wydawnictwo Solaris 2014
- Lawrence Block Wiem jak je wybrać (I Know How to Pick'Em), w Niebezpieczne kobiety, Zysk i S-ka 2015
- Diana Rowland Miasto Łazarz (City Lazarus) w Niebezpieczne kobiety, Zysk i S-ka 2015
- Joe R. Lansdale(inne języki) Zapasy z Jezusem (Wrestling Jesus) w Niebezpieczne kobiety, Zysk i S-ka 2015
- Patrick Rothfuss Droga do Levinshir (The Road to Levinshir) w Epopeja. Legendy fantasy, Rebis 2015

### Wiersze
- Bywają dni niebywałe, 9/11 (Pod niebo, pod niebo pną się dwie wieże...) w Jama: wnętrza poezji, Krakowska Fundacja Literatury, Kraków 2015.

### Realizacje radiowe
- Powieść Schron – program III PR, 13.05-20.06.1985, 320 min., lektor Jan Nowicki
- Słuchowisko Mańkut – program IV PR, 04.1987, 30 min.

### Realizacje filmowe
- Na podstawie powieści Kryptonim 'Psima' oraz filmu Twaróg Pier Paola Pasoliniego powstał scenariusz filmu Piotra Szulkina Ga, ga. Chwała bohaterom 1986.

### Scenariusze
- Kraków 1945–1990. Założenia literacko-artystyczne serialu TVP (współautor, serial niezrealizowany), kier. lit. Marek Sołtysik
- Odcinki nr 43, 97,160, 184, 188 telenoweli paradokumentalnej Malanowski i Partnerzy[potrzebny przypis]
- Odcinki nr 125, 135, 169 fabularyzowanej rekonstrukcji sądowej Sędzia Anna Maria Wesołowska[potrzebny przypis]